# Рефрежье, Антон
Антон Рефрежье (англ. Anton Refregier; 20 марта 1905 — 10 октября 1979) — художник США, российского происхождения. Писал станковые картины, карикатуры, делал фрески, мозаики, много работал как монументалист в разных городах США.

## Биография
Родился в Москве. Правнук Максима Максимовича Эрлангера.  Его отец — Антон Антонович Эрлангер (1877—1938), в 1912–1917 годы был председателем правления «Товарищества Антон Эрлангер и К°». В 1930-е годы арестован, обвинен в шпионаже, расстрелян. Мать — Валентина Васильевна Безекирская (1878—?), дочь музыканта Василия Васильевича Безекирского.  В первом браке она была замужем за Полом Рефрежье (1869—1901, Москва), и потому ее сын носит эту фамилию.
В 1920 году вместе с матерью эмигрировал из Советской России — сначала во Францию, а затем в США.
В 1921–1925 учился в Школе дизайна Род-Айленда. С 1925 жил в Нью-Йорке. Самостоятельную работу начал с проектирования и оформления интерьеров, создавая реплики в духе Франсуа Буше и Фрагонара. В 1927 году совершенствовался у Ханса Хоффмана в Мюнхене.
- 1930 год — первое участие в выставке Союза независимых художников США.
- 1931 год — его работы экспонируются на выставке Клуба Джона Рида в Москве (в ГМНЗИ)[3]
- 1935—1936 годы — стенопись в Детском отделении больницы в Грин-Пойнт.
- 1937 год — начало работы в антифашистском журнале «Пеппермилл» (Peppermil).
- 1938 год — принят в национальный союз монументалистов США. Среди знакомых художника — художник Роквел Кент.
- 1939 год — настенная роспись павильона США на выставке в Нью-Йорке.
- 1940 год — персональная выставка в Галерее современного американского искусства (Нью-Йорк).
- 1940—1942 годы — стенопись помещения почты города Плейнфилд, штат Нью-Джерси.
- 1946—1948 годы — стенопись в вестибюле Ринкон Аннекс — здания почтового отделения в Сан-Франциско (совр. Ринкон Центр).
- 1952 год — занял должность профессора в университете штата Арканзас .
- 1953—1954 годы — путешествие в Мексику, изучение монументальных произведений художников Мексики.
- 1954 год — стенописи в Диагностическом центре клиники Мейо.
- 1960 год — керамическое панно для Департамента образования, (Нью-Йорк).
- 1961 год — картон гобелена для Бауру Сейвин Банка, (Нью-Йорк).
- 1962 год — стенопись в Медицинском центре университет штата Кентукки.
- 1968 год — стенопись в больнице Грация Сквер (Нью-Йорк).
- 1970 год — создание мозаики в помещении психиатрической больнице города Нью-Йорк.
- 1971 год — преподавал живопись в колледже графства Алстер.
- 1976 год — принят в Национальную Академию рисунка США.
- 1978—1979 годы — пребывание в СССР, где и скончался в Москве.

## Галерея избранных произведений

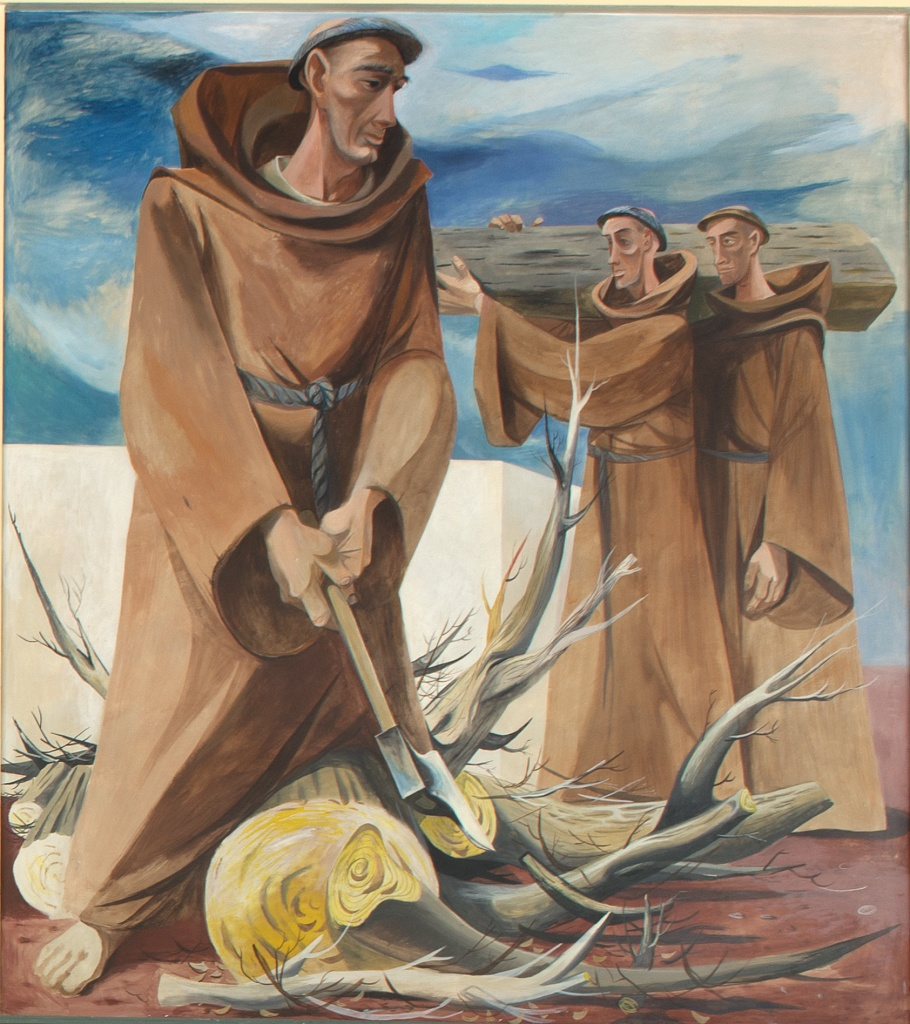
«Монахи-католики строят здание миссии Сан-Франциско»
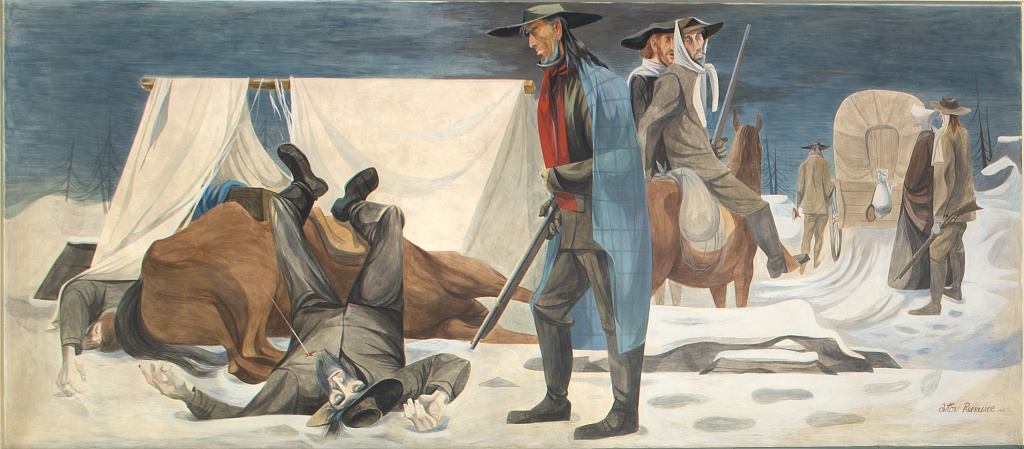
Антон Рефрежье. Стенопись «Риски эмигрантов»
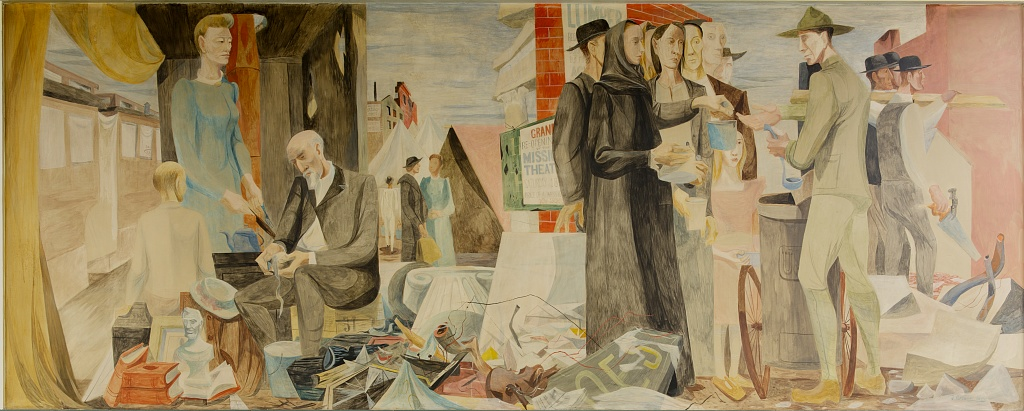
«Восстановление после пожара»
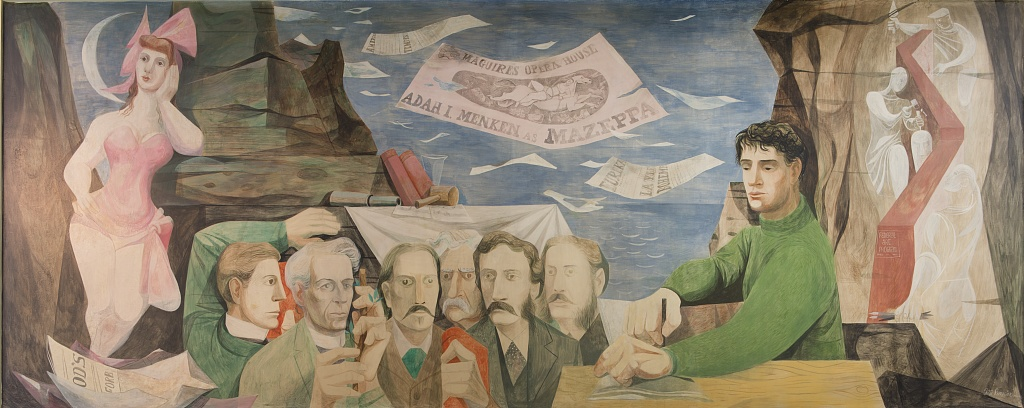
«Сан-Франциско как культурный центр»
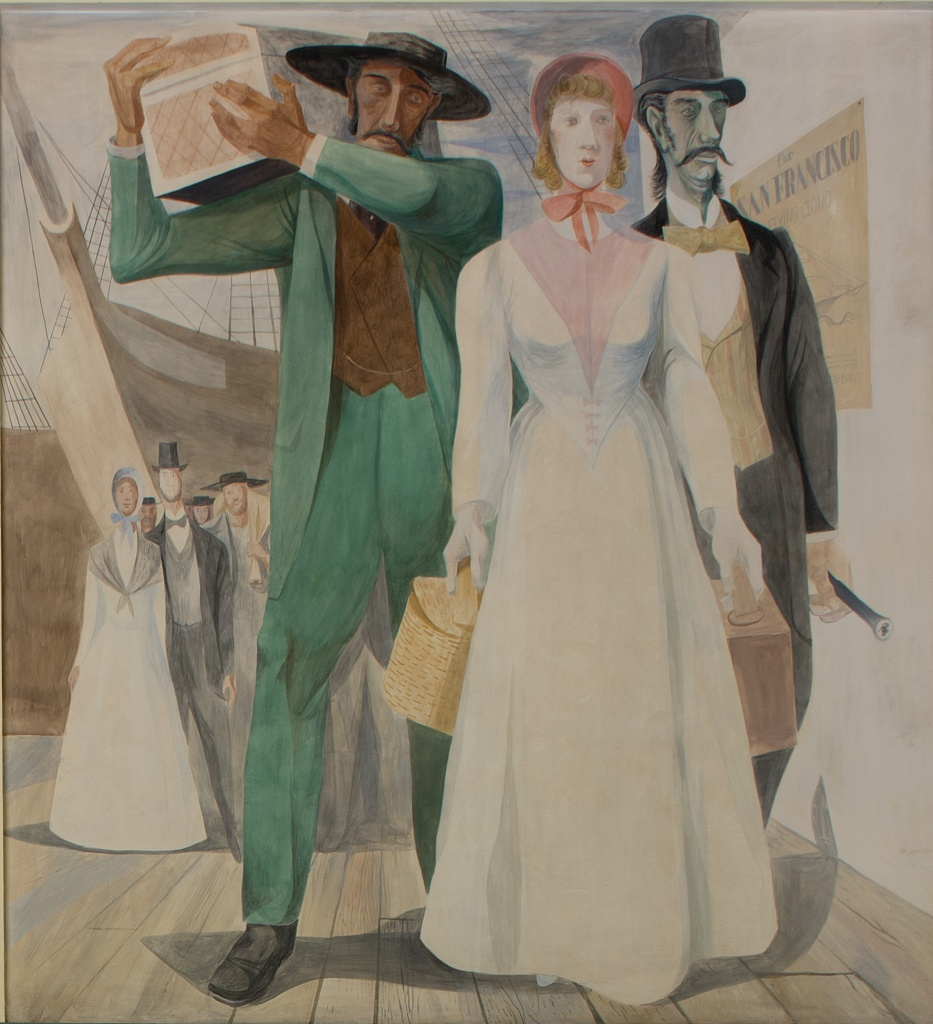
«Решающие дни»

## Взгляды художника, отношение к его работам
Рефрежье еще в конце 1920-х проникся социалистическими идеями и вступил в Нью-Йоркский клуб Джона Рида. Бесплатно преподавал в художественной школе при клубе, рисовал политические карикатуры для профсоюзных и коммунистических изданий. Проиллюстрировал брошюру о Томе Муни — профсоюзном деятеле, арестованном по ложному обвинению в убийстве.
Иллюстрировал «Новые массы» — американский марксистский журнал, тесно связанный с Коммунистической партией США.
Его картина  «Сверхчеловеки» (Сталинградская битва) в 1945 году была подарена автором Волгограду.
В 1940 году Антон Рефрежье стал победителем конкурса на создание настенных росписей в вестибюле Ринкон Аннекс — здания крупного почтового отделения в Сан-Франциско. Цикл складывался из 29 композиций, посвященных истории Калифорнии. Замысел этот остался неосуществленным — началась Вторая мировая война.  В 1946 году Рефрежье снова приступил к работе над ринконхиллскими фресками. Рефрежье на своих муралах изобразил золотую лихорадку, возведение моста «Золотые ворота», строительство трансконтинентальной железной дороги, шествие рабочих в честь того, что они в 1868  году добились восьмичасового рабочего дня, этнические беспорядки в Сан-Франциско в 1877 году, землетрясение в Сан-Франциско (1906), забастовку на Западном побережье в 1934 году.  В муралах, посвящённых созданию ООН, художник изобразил советский флаг с серпом и молотом.
Поскольку, когда Рефрежье приступил к работе, политический климат в США резко ухудшился (началась «холодная война»), то многие его работы были встречены неодобрительно. Правые организации повели настоящую кампанию против Рефрежье. Художнику пришлось изменить некоторые эскизы, а уже завершенное панно, изображающее всеобщую забастовку 1934 года, правительство штата распорядилось закрыть занавесом.
В 1953 году начались слушания в Конгрессе об уничтожении фресок, как «не соответствующих американским идеалам и принципам». Однако благодаря протестам общественности и активности передовых рабочих организаций, поддержке художественной интеллигенции законопрект не был принят, и фрески остались на месте. Сейчас это здание является частью Ринкон Центра, в котором после закрытия почтового отделения в 1979 году разместились магазины и жилые помещения. В том же году оно было внесено в Национальный реестр исторических мест США (National Register of Historic Places). Вестибюль с фресками открыт для посещения, проводятся бесплатные пешеходные экскурсии, во время которых можно получить подробную информацию о фресках и истории здания.
В 1950-1970-е годы Рефрежье создает произведения, рассказывающие о борьбе против расизма, о протестах против войны во Вьетнаме, революционных событиях в Чили (портреты Л. Корвалана, П. Неруды, В. Хары, рисунки, обличающие хунту).